# Matthew G. Martínez
Matthew Gilbert Martínez (Walsenburg, 14 febbraio 1929 – Fredericksburg, 15 ottobre 2011) è stato un politico statunitense, membro della Camera dei Rappresentanti per lo stato della California dal 1982 al 2001.

## Biografia
Nato nel Colorado in una famiglia di origini messicane che aveva nove figli, si trasferì a Los Angeles con la famiglia e lì frequentò le scuole pubbliche. Prestò servizio militare nei marines con il grado di soldato scelto e fu impegnato in missione nelle isole del Pacifico e a Taiwan. Conseguì il diploma presso il Los Angeles Trade–Technical College e nei successivi quindici anni lavorò come imprenditore nel settore privato.
La carriera politica di Martínez ebbe inizio quando venne eletto nella Monterey Park Planning Commission nel 1971; nel 1974 fu eletto all'interno del consiglio comunale della città, di cui divenne anche sindaco. Nel 1980 si candidò con il Partito Democratico per un seggio all'interno dell'Assemblea dello Stato della California, riuscendo a farsi eleggere e rimanendo in carica per i successivi due anni.
Nel 1982 Martínez si candidò alle elezioni speciali della Camera dei Rappresentanti indette per riassegnare il seggio lasciato da George E. Danielson, che era stato nominato giudice. Venne eletto deputato e fu poi riconfermato per altri nove mandati completi.
Nel 2000, fu sfidato nelle primarie democratiche dalla candidata progressista Hilda Solis, che lo sconfisse con un ampio margine: Martínez raccolse appena il 31,4% delle preferenze totali. Al deputato Martínez venne rinfacciato dalla rivale di aver votato per vietare l'aborto dopo la ventesima settimana e di essersi opposto al controllo delle armi; durante la campagna elettorale, la sorella di Martínez si schierò apertamente contro il fratello, sostenendo che avesse perso contatto con il proprio elettorato. In tutta risposta, dopo aver perso le primarie, Martínez cominciò a schierarsi con i repubblicani in diverse votazioni nel corso dei suoi ultimi mesi di mandato. Nel mese di luglio annunciò ufficialmente il proprio passaggio al Partito Repubblicano, sostenendo di essere stato abbandonato dai democratici e che i repubblicani stessero difendendo realmente i valori americani.
Martínez morì nel 2011 in Virginia, a causa di un'insufficienza cardiaca congestizia, all'età di ottantadue anni.